# میتسوبیشی کی-۱۵
میتسوبیشی کی-۱۵ (به انگلیسی: Mitsubishi Ki-15) یک هواپیمای ساختِ کارخانهٔ میتسوبیشی در کشور ژاپن است. نخستین استفاده‌کنندهٔ این هواپیما نیروی هوایی ارتش امپراتوری ژاپن بوده‌است. این هواپیما برای نخستین بار در ۱۹۳۶ میلادی مورد استفاده قرار گرفت.